# Secretari general
El terme secretari general o primer secretari és la designació utilitzada per identificar el principal cap o líder de certes organitzacions sindicals, partits, associacions nacionals i internacionals o empreses. És comunament utilitzat per designar el càrrec més important dins d'una organització internacional multilateral. Tanmateix, pot ser utilitzat per denominar al càrrec immediatament inferior al president d'una organització.

## Secretaris generals
- Secretari general de les Nacions Unides
- Secretari General de l'OTAN
- Secretari General de la CNT
- Secretari general del Partit Socialista Obrer Espanyol
- Secretaria General d'Esquerra Republicana de Catalunya
- Secretari General de Convergència Democràtica de Catalunya